# Střížkov
Střížkov (en allemand : Strischkau) est un quartier pragois situé dans le nord de la capitale tchèque, appartenant à l'arrondissement de Prague 8, d'une superficie de 203,0 hectares est un quartier de Prague. En 2018, la population était de 14 891 habitants.
La ville est devenue une partie de Prague en 1922.

## Sport
FC Bohemians Prague est un club de football tchèque basé à Střížkov.